# Monte Titano
Monte Titano – najwyższy szczyt San Marino o wysokości 739 m n.p.m. W 2008 Monte Titano zostało wraz z historycznym centrum San Marino wpisane na listę światowego dziedzictwa UNESCO.